# 須田信頼

須田 信頼（すだ のぶより、生没年不詳）は、戦国時代の武将。信濃国高井郡須田郷の国衆。須田城主。諱の「信」の字は武田氏の偏諱と思われる。

## 概要
祖先の須田為雄は応永22年（1415年）に大塔合戦後の信濃の混乱を沈めるために派遣された幕府代官細川慈忠によって鎮圧された。北信濃の豪族で、同じく北信で力を持った村上義清に属した。須田氏の所領は須田郷と大岩郷に伸び、信頼は須田郷を領した。なお大岩郷は同族の須田満親が領している。
北信濃に侵攻する武田晴信に抗するが、天文19年（1550年）真田幸綱の誘いに応じて武田氏に降った。その一方で大岩郷を領していた一族の須田満国・満泰・満親らは在所を退去し越後の長尾景虎を頼った。
以後は武田氏に仕え、川中島の戦いまでは存命したものと見られる。天正年間に作成された知行書に更級郡八重森（現・須坂市）の地頭として名がみえ、この頃まで家督を嫡子・信正に譲りつつも未だ存命していることが確認できる。

## その後
信頼の跡を子の須田信正が継ぎ、天正壬午の乱においては、川中島まで北上して来た北条氏に対抗し、南下侵攻して来た上杉景勝に属した。しかし講和によって撤退した北条氏に変わり、侵攻した徳川氏に靡いたとの疑いを持たれて上杉方の長沼城 (信濃国)代島津淡路守の攻撃にさらされて討死した。
なお大岩郷を領した一族の須田満親は、村上義清とともに越後へ逃れ、上杉謙信に仕えている。